# José Parra Martínez
José Parra Martínez (ur. 28 sierpnia 1925 w Blanes, zm. 29 lutego 2016) – piłkarz hiszpański grający na pozycji obrońcy. W swojej karierze 7 razy zagrał w reprezentacji Hiszpanii.

## Kariera klubowa
Karierę piłkarską Parra rozpoczynał w klubach CE Júpiter i Poble Sec. W 1946 roku został zawodnikiem Terrassy FC i grał w niej w sezonie 1946/1947 w Tercera División.
W połowie 1947 roku Parra przeszedł z Terrassy do pierwszoligowego Espanyolu. W klubie z Barcelony zadebiutował 18 stycznia 1948 roku w zremisowanym 2:2 domowym meczu z Atlético Madryt. W Espanyolu występował do końca sezonu 1956/1957. W klubie tym rozegrał łącznie 216 ligowych meczów i strzelił 1 gola (17 października 1948 w zwycięskim 5:0 meczu z Celtą Vigo).
W 1957 roku Parra został zawodnikiem UD Cartagenera. Grał w nim w sezonie 1957/1958 w Tercera División i w nim zakończył swoją karierę piłkarską.
| Sezon   | Klub           | Kraj      | Rozgrywki        | Mecze | Bramki |
| ------- | -------------- | --------- | ---------------- | ----- | ------ |
| 1946/47 | Terrassa FC    | Hiszpania | Tercera División | ?     | ?      |
| 1947/48 | RCD Espanyol   | Hiszpania | Primera División | 10    | 0      |
| 1948/49 | RCD Espanyol   | Hiszpania | Primera División | 22    | 1      |
| 1949/50 | RCD Espanyol   | Hiszpania | Primera División | 24    | 0      |
| 1950/51 | RCD Espanyol   | Hiszpania | Primera División | 22    | 0      |
| 1951/52 | RCD Espanyol   | Hiszpania | Primera División | 29    | 0      |
| 1952/53 | RCD Espanyol   | Hiszpania | Primera División | 30    | 0      |
| 1953/54 | RCD Espanyol   | Hiszpania | Primera División | 28    | 0      |
| 1954/55 | RCD Espanyol   | Hiszpania | Primera División | 29    | 0      |
| 1955/56 | RCD Espanyol   | Hiszpania | Primera División | 13    | 0      |
| 1956/57 | RCD Espanyol   | Hiszpania | Primera División | 9     | 0      |
| 1957/58 | UD Cartagenera | Hiszpania | Tercera División | ?     | ?      |

## Kariera reprezentacyjna
W reprezentacji Hiszpanii Parra zadebiutował 9 kwietnia 1950 roku w zremisowanym 2:2 spotkaniu eliminacji do MŚ 1950 z Portugalią. W czerwcu został powołany do kadry na ten mundial. Zagrał na nim w 5 meczach: z Chile (2:0), z Anglią (1:0), z Urugwajem (2:2), z Brazylią (1:6) i ze Szwecją (1:3). Od 1950 do 1951 roku rozegrał w kadrze narodowej 7 meczów.
| Mecze i gole w reprezentacji | Mecze i gole w reprezentacji | Mecze i gole w reprezentacji | Mecze i gole w reprezentacji | Mecze i gole w reprezentacji | Mecze i gole w reprezentacji | Mecze i gole w reprezentacji |
| #                            | Data                         | Stadion                      | Rywal                        | Wynik                        | Gol                          | Rozgrywki                    |
| 1950                         | 1950                         | 1950                         | 1950                         | 1950                         | 1950                         | 1950                         |
| ---------------------------- | ---------------------------- | ---------------------------- | ---------------------------- | ---------------------------- | ---------------------------- | ---------------------------- |
| 1.                           | 09.04.1950                   | Lizbona, Portugalia          | Portugalia                   | 2:2                          | 0                            | el. MŚ 1950                  |
| 2.                           | 29.06.1950                   | Rio de Janeiro, Brazylia     | Chile                        | 2:0                          | 0                            | MŚ 1950                      |
| 3.                           | 02.07.1950                   | Rio de Janeiro, Brazylia     | Anglia                       | 1:0                          | 0                            | MŚ 1950                      |
| 4.                           | 09.07.1950                   | São Paulo, Brazylia          | Urugwaj                      | 2:2                          | 0                            | MŚ 1950                      |
| 5.                           | 13.07.1950                   | Rio de Janeiro, Brazylia     | Brazylia                     | 1:6                          | 0                            | MŚ 1950                      |
| 6.                           | 16.07.1950                   | São Paulo, Brazylia          | Szwecja                      | 1:3                          | 0                            | MŚ 1950                      |
| 1951                         |                              |                              |                              |                              |                              |                              |
| 7.                           | 10.06.1951                   | Bruksela, Belgia             | Belgia                       | 3:3                          | 0                            | towarzyski                   |